# Richard Tice
Richard James Sunley Tice (født september 1964 i Surrey) er en britisk entreprenør og politisk kampagneleder. 

## Konservativ
Indtil begyndelsen af 2019 var Richard Tice medlem af det Konservative Parti. I sommeren 2018 blev han nævnt som en mulig konservativ modkandidat til Sadiq Khan ved borgmestervalget i London i 2020. 
Imidlertid blev Richard Tice ikke opstillet ved det endelige primærvalg, og posten som konservativ borgmesterkandidat gik til en anden politiker.

## Brexitpartiet
I begyndelsen af 2019 tilsluttede Richard Tice sig Brexitpartiet, og han blev valgt som partiets organisatoriske formand (Chairman of the Brexit Party) den 12. april 2019. 
Han er kandidat ved Europa-Parlamentsvalget 2019 i Storbritannien.